# Peterborough
Peterborough – miasto o statusie city we wschodniej Anglii, w hrabstwie ceremonialnym Cambridgeshire, w dystrykcie (unitary authority) Peterborough. Położone nad rzeką Nene, 118,6 km na północ od Londynu. W 2021 roku miasto liczyło 190 605 mieszkańców.
Jest dużym skupiskiem Polaków, ich liczbę szacuje się tu na 20-25 tysięcy. W mieście działają: Parafia pw. św. Jana Chrzciciela, polonijne media, wiele działalności charytatywnych, oraz imprez lub wydarzeń z udziałem Polaków.

## Gospodarka

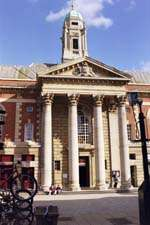
Ratusz w Peterborough

W mieście rozwinął się przemysł maszynowy, elektrotechniczny, spożywczy oraz materiałów budowlanych.

## Historia
Miasto zostało założone w ok. 660 roku. Zostało wspomniane w Domesday Book (1086) jako Burg.

## Sport
Klub żużlowy Peterborough Panthers jest dwukrotnym mistrzem Wielkiej Brytanii, a Peterborough United F.C. to klub piłkarski, którego najlepsi piłkarze – Aron McLean, Charlie Lee, Georg Boyd.

## Transport
W mieście znajduje się stacja kolejowa Peterborough.

## Miasta partnerskie
- Alcalá de Henares
- Bourges
- Forlì
- Viersen
- Winnica